# Porajów
Porajów (německy Großporitsch,, česky Veliké Poříčí nebo po roce 1945 Porajov,,) je ves v Polsku v Turoszowském výběžku poblíž trojstyku hranic Polska, Německa a Česka s přibližně 2500 obyvateli. Je součástí gminy Bogatynia, Powiatu Zgorzeleckého, Dolnoslezského vojvodství. Leží na východním břehu Lužické Nisy, naproti ústí Mandavy (německy Mandau) do této řeky, jež zde od roku 1945 tvoří polsko-německou hranici. Obec leží v polské části historické Horní Lužice. Do roku 1945 byla součástí Saska. Je největší vesnicí v gmině Bogatynia. Trojstyk (trojmezí) hranice je tvořen tak, že česko-polskou hranici vytváří Oldřichovký potok a následně česko-německou a polsko-německou hranici řeka Lužická Nisa. V místě, kde se vlévá potok do Nisy, se nachází trojmezný bod těchto tří států.

## Charakteristika
Ves byla do roku 1945 předměstím Žitavy (Zittau německy), ležící nyní jen v Německu). Od roku 1984 má Porajów katolický kostel vybudovaný v moderním stylu, od roku 1988 také hřbitov. Funguje zde základní škola i gymnázium a pobočka knihovny. Je zde také mnoho obchodů, kam rádi jezdí nakupovat z okolních zemí, tedy z Česka i Německa.

## Doprava
Přes ves vede železniční trať z Žitavy do Liberce, která mezi Žitavou a Porajowem překonává polsko-německou hranici pomocí 748 metrů dlouhého železničního viaduktu. Objevují se snahy zřídit v obci železniční zastávku , která by byla jedinou polskou zastávkou na této peážní trati.
Jižně od Porajowa vede silnice I/35 z Žitavy do Liberce, která probíhá v délce asi 1 km polským územím.